# Crónica de un niño solo
Crónica de un niño solo es una película argentina dramática de 1965 dirigida por Leonardo Favio, en su debut cinematográfico como realizador, y protagonizada por Diego Puente en el papel protagónico. Fue escrita por Favio y su hermano Jorge Zuhair Jury. El filme es considerado como la primera parte de una trilogía sin nombre de películas dirigidas por Favio, que continúa con El romance del Aniceto y la Francisca (1966) y termina con El dependiente (1969). Fue estrenada el 5 de mayo de 1965. Recibió el Cóndor de Plata como Mejor película en 1966. 
Fue reconocida como la mejor película del cine argentino de todos los tiempos en la encuesta realizada por el Museo del Cine Pablo Ducrós Hicken en 2000. En una nueva versión de la encuesta organizada en 2022 por las revistas especializadas La vida útil, Taipei y La tierra quema, presentada en el Festival Internacional de Cine de Mar del Plata, la película alcanzó el puesto 5.
En julio de 2022 fue declarada Bien de Interés Artístico Nacional por el gobierno argentino para garantizar la conservación del soporte material (negativos, positivos y negativos de sonido) ya que, junto con otras películas de Favio, son consideradas un «testimonio de la producción cinematográfica nacional».

## Sinopsis
La película trata sobre la vida de un niño pobre de la Argentina, que transcurre entre la villa miseria y el "reformatorio" (cárcel de menores).

## Reparto
Participaron del filme los siguientes intérpretes:
- Diego Puente (Polín)
- Tino Pascali (Oficial de justicia)
- Victoriano Moreira (Fiori)
- Beto Gianola (Policía)
- Leonardo Favio (Fabián)
- Carlos Lucero
- Mario Peña
- Juan Valunas
- Amadeo Sáenz Valiente
- María Vaner (La chica)
- María Luisa Robledo
- Elcira Olivera Garcés
- Juan Castro
- Juan Delicio
- Carlos Medrano
- Miguel Medrano
- Jorge Puente
- Oscar Saraceni
- Néstor Tricarico
- Jorge Cabello
- Roberto Domínguez
- Carlos González
- Carlos Membrives

## Producción
La película está inspirada en vivencias personales de Leonardo Favio, quien nació en un hogar muy pobre, y, luego de sufrir el abandono de su padre, debió vivir en orfanatos, viéndose involucrado en robos de poca monta que lo llevaron al "reformatorio".
Fue dedicada a Leopoldo Torre Nilsson, mentor de Leonardo Favio en su carrera cinematográfica.

## Premios
- Premios Cóndor de Plata (1966): mejor película
- Festival Internacional de Cine de Mar del Plata (1966): Mejor película en español